# Risiocnemis ignea
Risiocnemis ignea är en trollsländeart som först beskrevs av Brauer 1868.  Risiocnemis ignea ingår i släktet Risiocnemis och familjen flodflicksländor. Inga underarter finns listade i Catalogue of Life.